# Семино (Ђенова)
Семино је насеље у Италији у округу Ђенова, региону Лигурија.
Према процени из 2011. године у насељу је живело 307 становника. Насеље се налази на надморској висини од 463 m.